# Marc Rzatkowski
Marc Rzatkowski (Bochum, 2 marzo 1990) è un calciatore tedesco, centrocampista svincolato.

## Palmarès

### Club
- MLS Supporters' Shield: 1

New York Red Bulls: 2018